# Tom Fuccello
Tom Fuccello (Newark, 11 dicembre 1936 – Van Nuys, 16 agosto 1993) è stato un attore statunitense.
Fuccello è apparso nella serie televisiva Dallas come Senatore Dave Culver dal 1979 al 1991, figliastro di Donna Culver-Krebbs, interpretata da Susan Howard.
Altre apparizioni includono: California, Simon & Simon, I Colby, Falcon Crest e Beverly Hills 90210.
Morì di AIDS nel 1993.